# Gand-Wevelgem 1990
La 52e édition de Gand-Wevelgem a eu lieu le 4 avril 1990. La course est remportée par le Belge Herman Frison (Histor-Sigma), il est suivi dans le même temps par son compatriote Johan Museeuw (Lotto-Superclub) et pat l'Italien Franco Ballerini (Del Tongo-Rex).

## Classement final
La course est remportée par le Belge Herman Frison (Histor-Sigma).
| \| Classement général \| Classement général \| Classement général \| Classement général \| Classement général \| \| Coureur \| Coureur \| Pays \| Équipe \| Temps \| \| ------------------ \| ------------------ \| --------------------------------- \| ------------------- \| ------------------ \| \| 1er \| Herman Frison \| Belgique \| Histor-Sigma \| 4 h 59 min 00 s \| \| 2e \| Johan Museeuw \| Belgique \| Lotto-Super Club \| + 0 s \| \| 3e \| Franco Ballerini \| Italie \| Del Tongo-Rex \| + 0 s \| \| 4e \| Frans Maassen \| Pays-Bas \| Buckler \| + 0 s \| \| 5e \| Jean-Marie Wampers \| Belgique \| \| + 2 s \| \| 6e \| Brian Holm \| Danemark \| Histor-Sigma \| + 4 s \| \| 7e \| Olaf Ludwig \| République démocratique allemande \| Panasonic-Sportlife \| + 4 s \| \| 8e \| Dimitri Konyshev \| URSS \| Alfa Lum \| + 4 s \| \| 9e \| Steve Bauer \| Canada \| \| + 4 s \| \| 10e \| Rudy Dhaenens \| Belgique \| PDM-Concorde-Ultima \| + 4 s \| |                    |                                   |                     |                 |
| |                    |                                   |                     |                 |
| Sources : ProCyclingStats Cycling Archives |                    |                                   |                     |                 |
| Classement général |                    |                                   |                     |                 |
| Coureur | Coureur            | Pays                              | Équipe              | Temps           |
| 1er | Herman Frison      | Belgique                          | Histor-Sigma        | 4 h 59 min 00 s |
| 2e | Johan Museeuw      | Belgique                          | Lotto-Super Club    | + 0 s           |
| 3e | Franco Ballerini   | Italie                            | Del Tongo-Rex       | + 0 s           |
| 4e | Frans Maassen      | Pays-Bas                          | Buckler             | + 0 s           |
| 5e | Jean-Marie Wampers | Belgique                          |                     | + 2 s           |
| 6e | Brian Holm         | Danemark                          | Histor-Sigma        | + 4 s           |
| 7e | Olaf Ludwig        | République démocratique allemande | Panasonic-Sportlife | + 4 s           |
| 8e | Dimitri Konyshev   | URSS                              | Alfa Lum            | + 4 s           |
| 9e | Steve Bauer        | Canada                            |                     | + 4 s           |
| 10e | Rudy Dhaenens      | Belgique                          | PDM-Concorde-Ultima | + 4 s           |